# Livre
Livre (L; en català, «Lliure») és un partit polític portuguès. Els seus principis fonamentals són: universalisme, llibertat, igualtat social, solidarisme, socialisme, ecologia i europeïsme. El seu símbol és una rosella. Va ser legalitzat, amb la denominació LIVRE per la Cort Constitucional el 19 de març de 2014.

## Història
El partit va néixer el 2013, seguint el Manifest per a una Esquerra Lliure, signat per milers de portuguesos, i va sostenir una sèrie de reunions en tot el país. Un altre moment clau va ser el Congrés Fundacional, que va tenir lloc el 31 de gener i 1 de febrer de 2014 a Porto.
Posteriorment, en el context d'un procés de convergència, el partit va formar una candidatura ciutadana, involucrant a diversos moviments progressistes d'esquerra i independents, i va decidir canviar el seu nom a LIVRE/Tempo de Avançar (L/TDA), en el seu segon congrés el 19 d'abril de 2015. Aquest canvi va ser acceptat i registrat per la Cort Constitucional el 20 de maig de 2015, malgrat més endavant va recuperar la denominació original.

## Ideologia
El partit es distingeix d'altres partits portuguesos per organitzar eleccions primàries obertes per a les diferents eleccions, trencant amb les dinàmiques habituals. Per tant, tots els electors registrats poden ser candidats del L/TDA, amb la condició que s'identifiquin amb els seus principis fundacionals. Des del seu inici, el partit busca prendre decisions de la manera més inclusiva. Un exemple és la plataforma en línia per a la discussió de les idees polítiques Um Basar de Ideias per a o Livre, originalment creada per dos membres i secundada públicament pel partit en el seu Congrés Fundacional.

## Congressos Nacionals
| #        | Ciutat  | Data                              |
| -------- | ------- | --------------------------------- |
| Fundador | Porto   | 31 de gener a 1 de febrer de 2014 |
| I        | Sintra  | 5 d'octubre de 2014               |
| II       | Almada  | 19 d'abril de 2015                |
| III      | Lisboa  | 28 de juny de 2015                |
| IV       | Lisboa  | 20 de desembre de 2015            |
| V        | Setúbal | 19 de juny de 2016                |
| VI       | Lisboa  | 20 de gener de 2018               |
| VII      | Lisboa  | 2 de febrer de 2019               |
| VIII     | Cascais | 7 de juliol de 2019               |
| IX       | Lisboa  | 18 i 19 de gener de 2020          |
| X        | Leiria  | 4 i 5 de setembre de 2021         |
| XI       | Oeiras  | 11 i 12 de desembre de 2021       |
| XII      | Coimbra | 5 i 6 de març de 2022             |
| XIII     | Porto   | 27 i 28 de gener de 2024          |

## Resultats electorals

### Assemblea de la República
| Any  | Líder                 | Vots    | %         | Escons  | +/- | Govern                      |
| ---- | --------------------- | ------- | --------- | ------- | --- | --------------------------- |
| 2015 | Rui Tavares           | 39.340  | 0.73 (#9) | 0 / 230 |     | Extraparlamentari           |
| 2019 | Joacine Katar Moreira | 57.172  | 1.09 (#9) | 1 / 230 | 1   | Oposició (2019-20)          |
| 2019 | Joacine Katar Moreira | 57.172  | 1.09 (#9) | 1 / 230 | 1   | Extraparlamentari (2020-22) |
| 2022 | Rui Tavares           | 72.610  | 1.29 (#9) | 1 / 230 | =   | Oposició                    |
| 2024 | Rui Tavares           | 204,875 | 3.2 (#7)  | 4 / 230 | 3   | Oposició                    |
| 2025 | Rui Tavares           | 257,291 | 4.1 (#5)  | 6 / 230 | 2   | Oposició                    |

### Eleccions europees
| Any  | Líder              | Vots    | %    | Escons | +/- |
| ---- | ------------------ | ------- | ---- | ------ | --- |
| 2014 | Rui Tavares        | 71 495  | 2.18 | 0 / 21 |     |
| 2019 | Rui Tavares        | 60 569  | 1.83 | 0 / 21 | =   |
| 2024 | Francisco Paupério | 148,447 | 3.76 | 0 / 21 | =   |